# Sono nato, ma...
Sono nato, ma... (大人の見る絵本 生れてはみたけれど?, Otona no miru ehon - Umarete wa mita keredo) è un film del 1932 diretto da Yasujirō Ozu. 
Uscì nei cinema giapponesi il 3 giugno 1932.

## Trama
La famiglia Yoshii si trasferisce nei sobborghi di Tokyo, dove abita anche il capo dell'azienda in cui lavora il capofamiglia. 
I due figli vengono subito bullizzati da un gruppo di bambini del posto (di cui fa anche parte Taro Iwasaki, figlio del datore di lavoro del padre dei due ragazzi) che li inducono a marinare la scuola. Dopo aver tentato invano di farsi aiutare dagli insegnanti, i due ragazzi si guadagnano rispetto nel gruppo di bulli ricorrendo al fattorino Saké, di qualche anno più grande di loro, del quale erano diventati amici. 
Poco tempo dopo, il gruppo visita la casa di Iwasaki dove proiettano un filmino in cui, a un certo punto, è protagonista il padre in atteggiamento da buffone per conquistarsi la stima del proprio superiore. Delusi e umiliati, i figli cercano di parlarne a casa con il padre ma, davanti ad una risposta non convincente, indicono uno sciopero della fame. 
Con la mediazione della madre, i figli interrompono presto il loro sciopero e comprendono l'ineluttabile logica cui sottostà il padre e, sulla strada per la scuola, lo dimostrano incoraggiando lo stesso ad inchinarsi davanti al capo che con la sua macchina può offrirgli un passaggio.

## Produzione

### Regia
Con Sono nato, ma... Ozu iniziò ad adottare le tecniche di regia per le quali è noto, tra cui l'uso discreto della macchina da presa.

### Sceneggiatura
Desideroso di realizzare un film con dei bambini come protagonisti, Ozu scrisse una sceneggiatura che fu accettata da una produzione che, all'epoca, puntava sulla realizzazione di film ispirati a modelli statunitensi (tra cui Tom Sawyer con Jackie Coogan).

### Montaggio
In fase di montaggio Ozu, ritenendoli non consoni alla natura del film, fece mettere definitivamente da parte le dissolvenze favorendo l'uso degli stacchi.

### Riprese
Le riprese, effettuate tra il novembre 1931 e l'aprile 1932, furono sospese dalla produzione tra dicembre e gennaio per permettere a Ozu di realizzare il film Haru wa gofujin kara.

## Distribuzione

### Edizione italiana
Il film fu trasmesso per la prima volta su Rete 3 il 17 marzo 1982, in occasione della rassegna Il cinema di Ozu: Il fascino irresistibile del quotidiano; la colonna sonora fu composta da Gino Peguri e le didascalie tradotte da Gino La Monica.

## Accoglienza
Primo film di successo di Ozu, ricevette all'uscita diversi consensi da parte della critica e del pubblico, nonché un premio come miglior regia insignitogli dalla rivista Kinema Junpo.

## Remake
Pur non esistendo veri e propri remake di questa pellicola, nel 1959 Ozu realizzò un film (intitolato Buon giorno) la cui sceneggiatura riprende parzialmente alcuni aspetti su cui è basato Sono nato, ma....